# The Pit and the Pendulum (2009)
The Pit and the Pendulum é um filme estadunidense de 2009, do gênero horror, dirigido por David DeCoteau. O filme é uma adaptação livre do conto homônimo de Edgar Allan Poe, .